# 蔡屋村

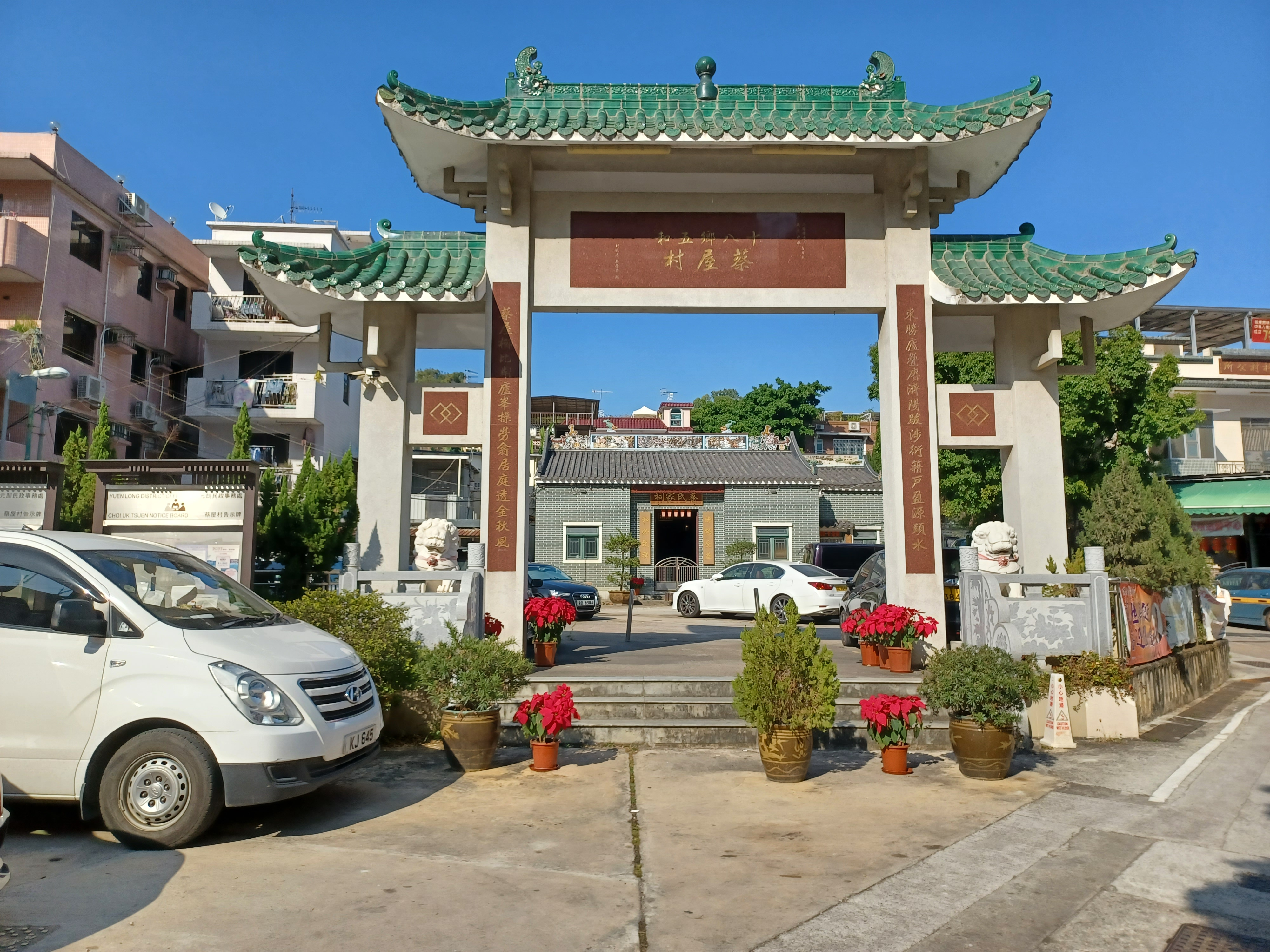
十八鄉五和蔡屋村牌樓

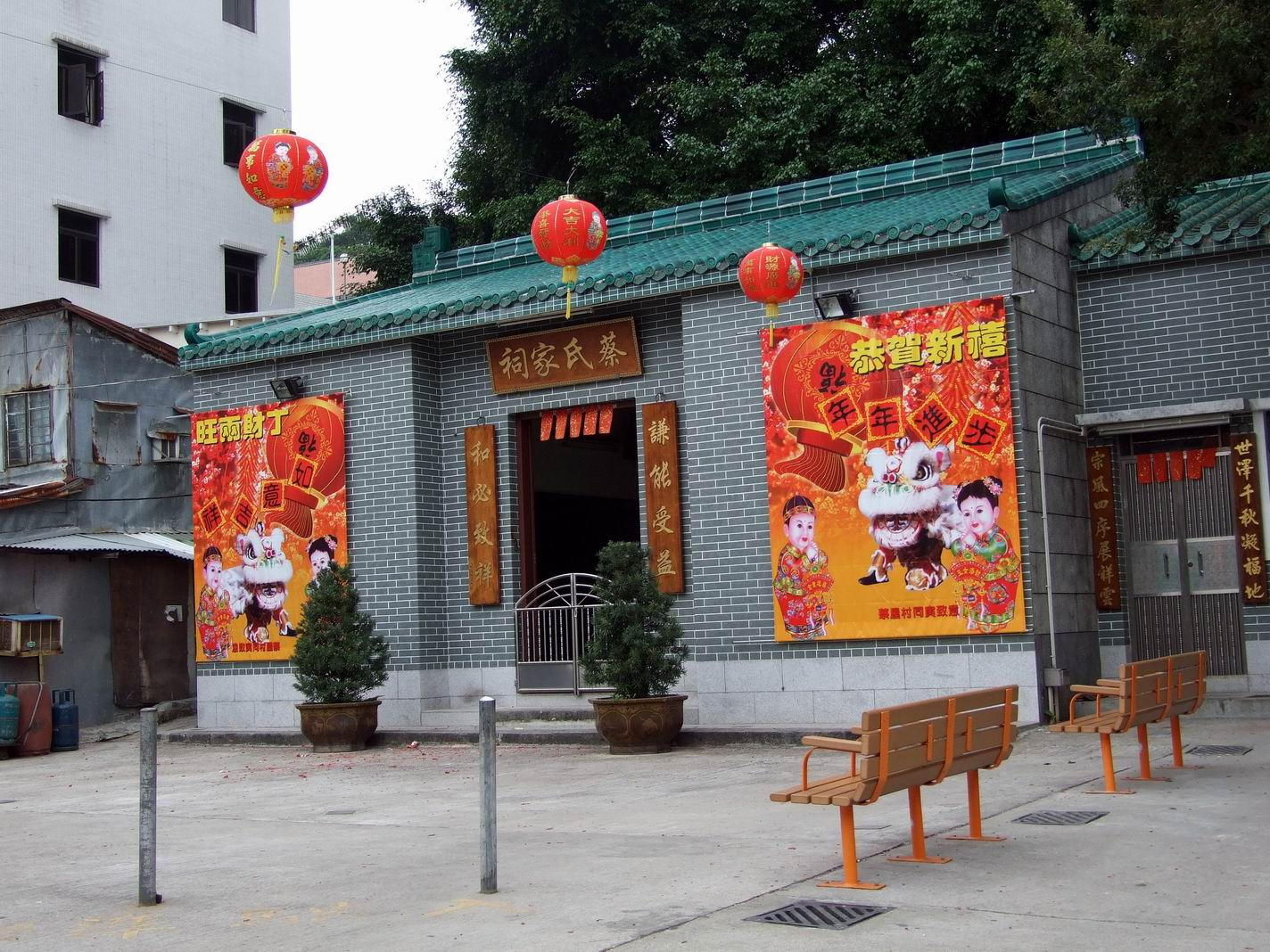
蔡屋村蔡氏家祠

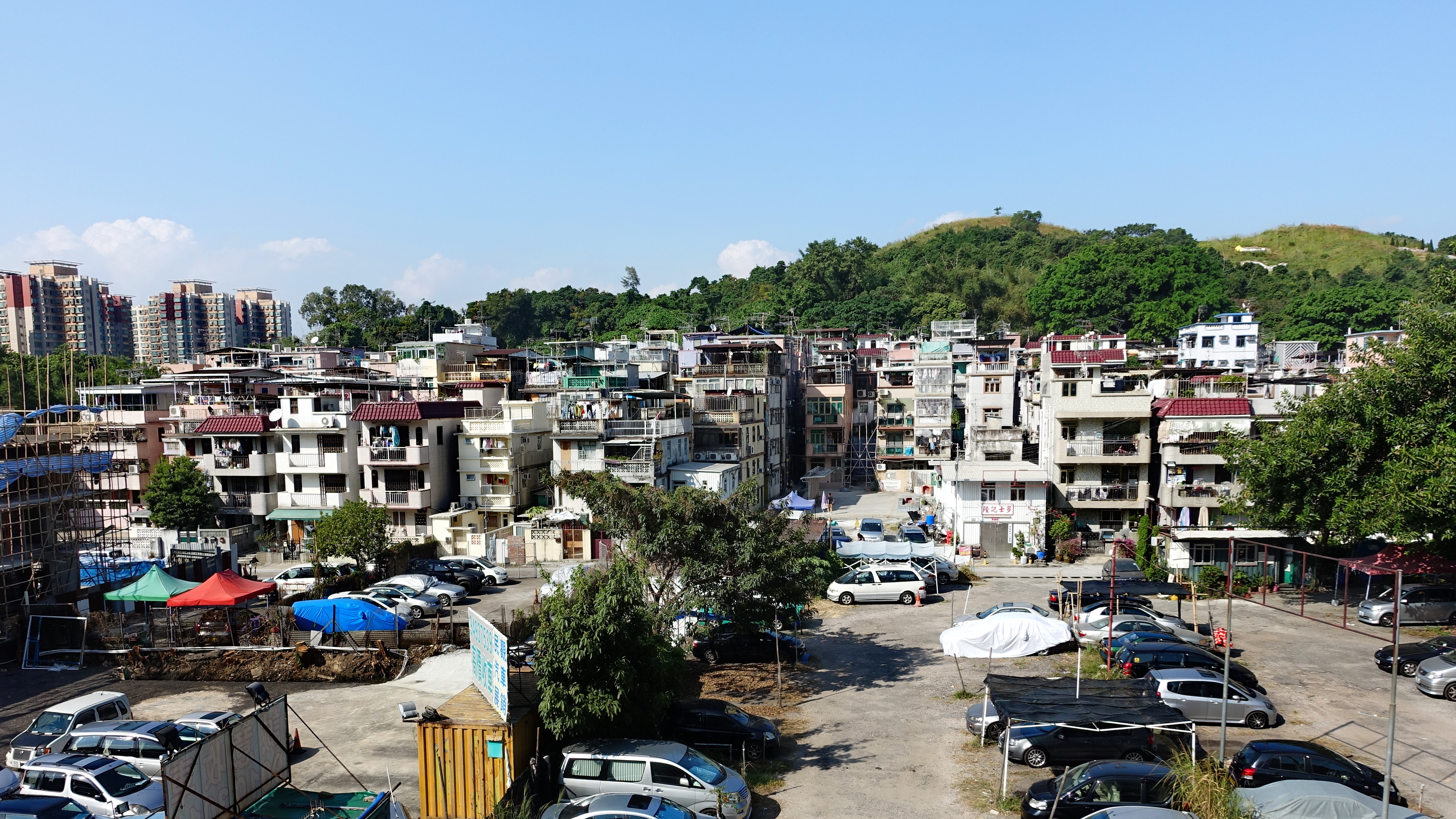
蔡屋村

蔡屋村是香港的一條鄉村，位於新界元朗區十八鄉。根據該村現存的族譜記載，鄉村內的原居民是三組蔡姓的祖先的後代。

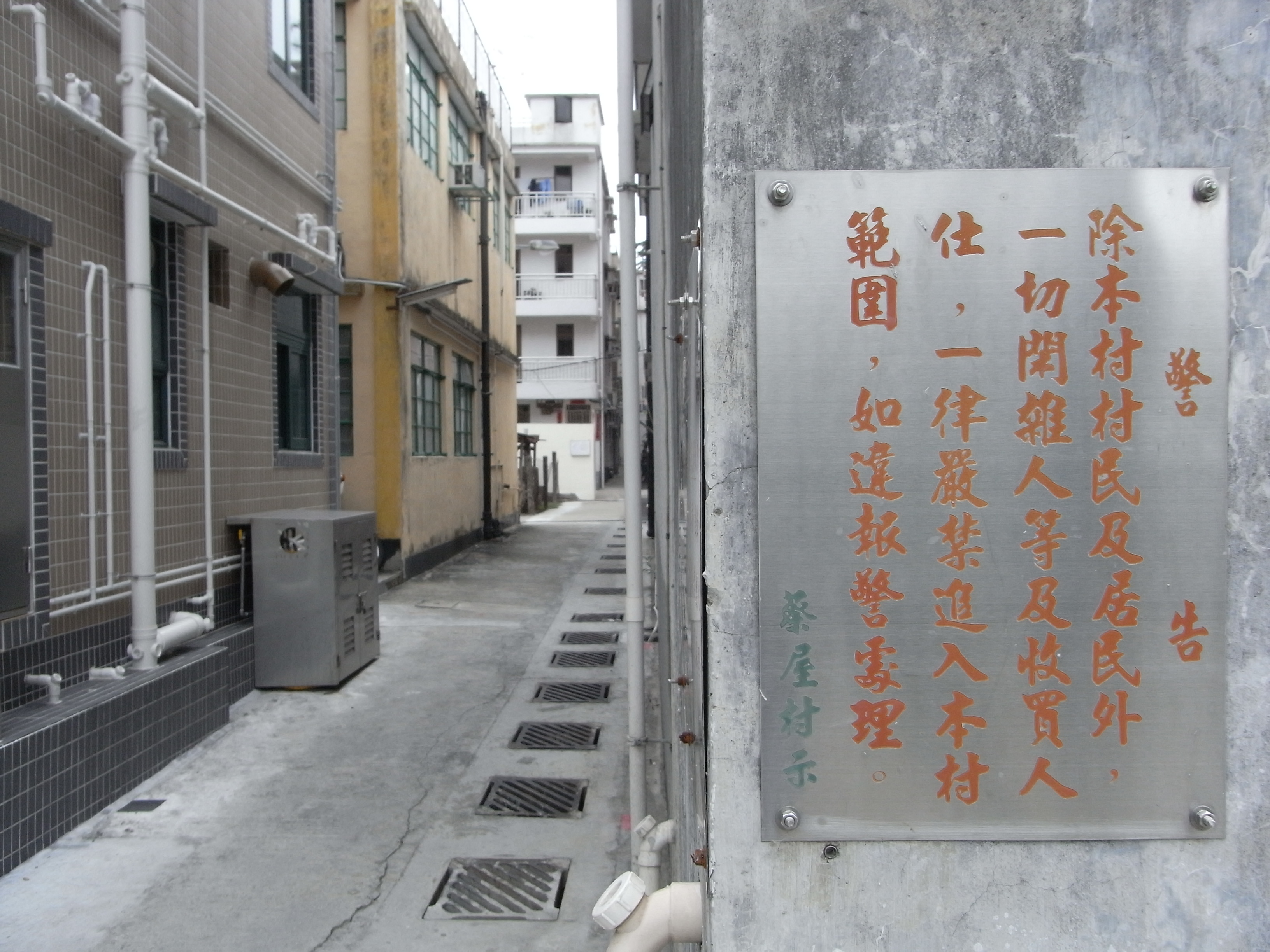
蔡屋村對外來閒人的警告